# Heteronychus inoportunus
Heteronychus inoportunus är en skalbaggsart som beskrevs av Ferreira 1966. Heteronychus inoportunus ingår i släktet Heteronychus och familjen Dynastidae. Inga underarter finns listade i Catalogue of Life.